# 岡田重一
岡田 重一（おかだ じゅういち / しげかず、1898年（明治31年）6月16日 - 1982年（昭和57年）4月12日）は、日本の陸軍軍人。最終階級は少将。

## 経歴
高知県出身。陸軍中将岡田重久（陸軍士官学校4期）の長男として生まれる。大阪陸軍地方幼年学校、陸軍中央幼年学校を経て、1919年（大正8年）5月、陸軍士官学校（31期）を卒業。同年12月、歩兵少尉に任官し歩兵第11連隊附となる。1929年（昭和4年）11月、陸軍大学校（41期）を卒業した。
以後、陸軍省軍務局課員、参謀本部員、陸大教官、参謀本部員兼軍令部員などを経て、1937年（昭和12年）10月、第10軍参謀充用となり日中戦争に出征。関東軍参謀を経て、1939年（昭和14年）3月、参謀本部庶務課長に就任し、同年8月、歩兵大佐に昇進。同年10月、参謀本部作戦課長（第1部第2課長）に就任。以後、歩兵第78連隊長、陸軍省人事局補任課長を務め、1943年（昭和18年）8月、少将に昇進。以後、人事局長、北支那方面軍参謀副長、支那派遣軍総参謀副長を務めて終戦を迎えた。1946年（昭和21年）5月に復員した。1947年（昭和22年）11月28日、公職追放仮指定を受けた。
1982年（昭和57年）4月、肺炎のため東京医科歯科大学医学部附属病院で死去した。墓所は多磨霊園。

## 親族
- 弟 岡田重美（陸軍大佐、近衛第2師団参謀長、陸士34期）[1]